# Schützenabwehrverlegemine DM31
Die Panzerabwehrverlegemine DM31 (offizielle Bezeichnung der Bundeswehr für diese Minenart) war eine Springmine der deutschen Bundeswehr und des Bundesgrenzschutzes. Sie besteht aus einem zylindrischen Minentopf und einem darin eingesetzten Minenkörper. Der Minenkörper wird durch die Verbrennungsgase einer Ausstoßladung aus dem Minentopf geschleudert und detoniert in einer Höhe von etwa einem Meter. Die im Minenkörper befindlichen Splitter besitzen gegen Personen einen Wirkbereich von bis zu 100 m. Sie wurde von 1962 bis 1967 für 49,2 Mio. DM bei den Industriewerken Karlsruhe (LOS IWK) beschafft. Gemäß Küchenmeister und Nassauer wurde die DM31 vermutlich am Standort Karlsruhe-Grötzingen hergestellt.
Sie durfte nach den Sicherheitsbestimmungen der Bundeswehr nur durch Pioniere verlegt werden. In Folge des Beitritts der Bundesrepublik Deutschland zur Ottawa-Konvention wurde die Mine zwischen 1995 und Ende 1998 ausgesondert.
Da die Bundesregierung im Gegensatz zu anderen Minen keine Angaben über die Vernichtung der DM31 macht, ist davon auszugehen, dass die kompletten Restbestände mehr als 795.000 Minen umfassten, und diese an die griechischen Streitkräfte abgegeben wurden. Der Bundesgrenzschutz hat seine letzten Bestände von 5000 DM31 bereits 1974 abgegeben.

## Aufbau und Funktion

### Minentopf

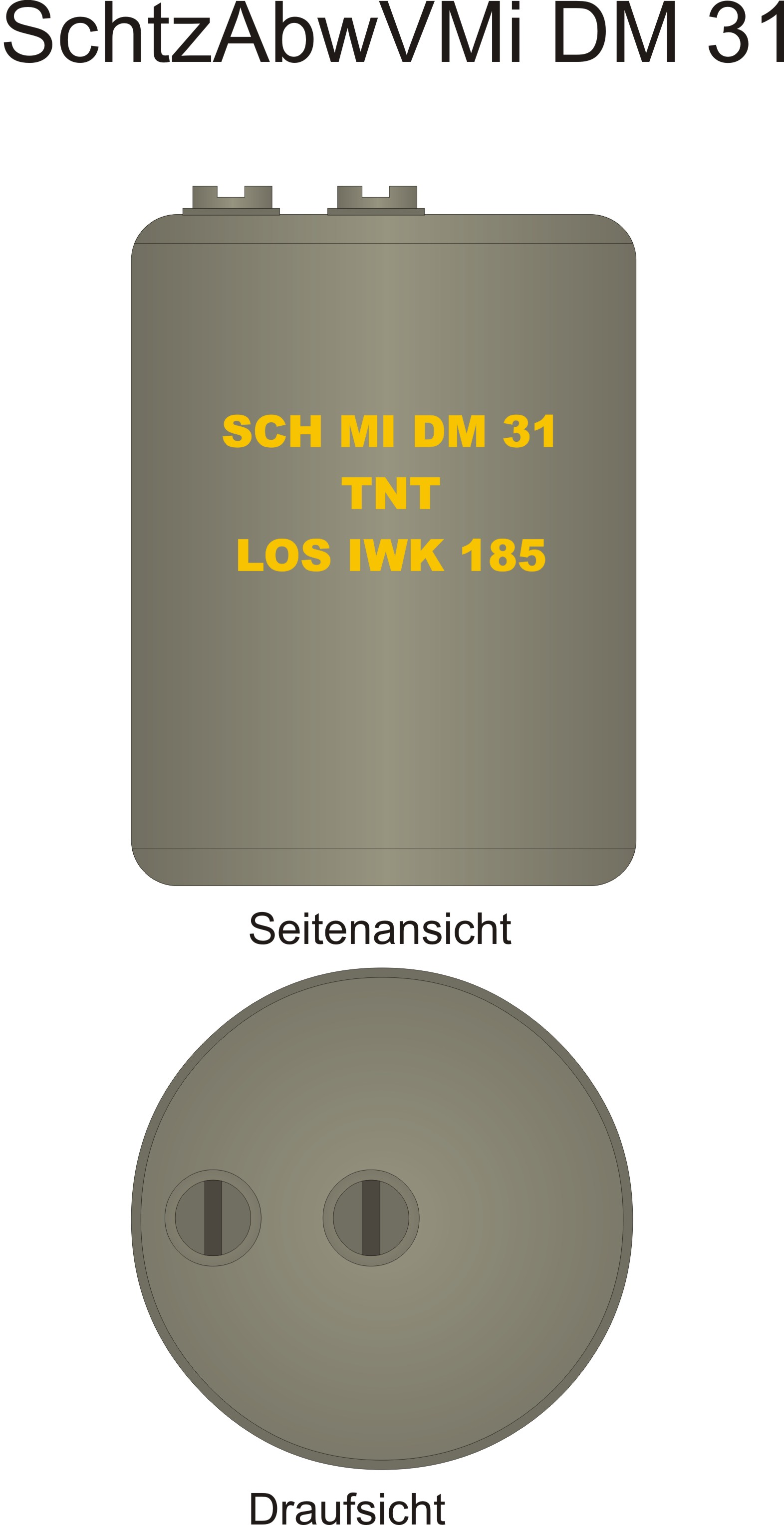

Der zylindrische Minentopf beinhaltet den Minenkörper und dazugehörende Teile. Der obere Rand des Minentopfes ist umgebördelt und so mit dem Minenkörper verbunden. Vor dem Umbördeln wurde auf den inneren Bördelrand eine Dichtungsmasse aus Kunstharz aufgebracht. Die Trennung von Minentopf und Minenkörper ist an der Oberseite der Mine durch eine feine Rille erkennbar. Ein Verdrehen von Minenkörper zu Minentopf wird durch Körnerschlag auf den Bördelrand verhindert. Auf den Boden des Minentopfes ist der Bodenteller mit dem daran befestigten Zugseil aufgeklebt.

### Minenkörper
Der zylindrische Minenkörper besteht im Wesentlichen aus Sprengladung, Splittern, Übertragungsladung, Zündeinrichtung und Ausstoßladung. Zwischen Außen- und Innenmantel des Minenkörpers sind etwa 360 zylindrische Splitter lose eingefüllt. Die Splitter sind etwa 9 mm lang und haben einen Durchmesser von etwa 8 mm. Nimmt man an, die Splitter bestehen aus Stahl mit einer Dichte von 7,85 g/cm3, so ergibt sich das Gewicht eines einzelnen Splitters zu 3,55 g und das gesamte Splittergewicht von 1280 g.
Am anderen Ende des auf der Bodenplatte des Minentopfes angebrachten etwa 1,25 m langen Zugseils befindet sich der Sperrbolzen. Dieser ist in eine Längsbohrung des Schlagbolzens eingeführt und besitzt eine Querbohrung für die Aufnahme von zwei Sperrkugeln. Der Sperrbolzen drückt die in der Querbohrung befindlichen Kugeln nach außen gegen einen Ansatz in der Führungshülse. Dadurch ist der vorgespannte Schlagbolzen festgelegt und kann nicht auf das Anzündhütchen schnellen. Wird die Mine ausgelöst und der Minenkörper aus dem Minentopf geschleudert, so spannt sich das Zugseil. Der Sperrbolzen bewegt sich rückwärts entgegen der Flugrichtung des Minenkörpers und spannt den vorgespannten Schlagbolzen weiter. Bei der Rückwärtsbewegung des Sperrbolzens werden die Sperrkugeln zunächst durch die Wandung der Führungshülse an einem seitlichen Ausweichen gehindert. Die Verbindung zwischen Sperr- und Schlagbolzen bleibt vorerst bestehen. Im konisch erweiterten Bereich der Führungshülse werden die Sperrkugeln nach außen gedrückt und die Verbindung zwischen Sperr- und Schlagbolzen gelöst. Der Schlagbolzen schnellt auf das Anzündhütchen, welches die Sprengkapsel zur Detonation bringt. Auf der Minenoberseite befinden sich zwei Gewindebohrungen mit eingesetzten Verschlussschrauben. Die zentrische Bohrung dient zur Aufnahme der Sprengkapsel DM11 in die Übertragungsladung. Eine seitlich versetzte Gewindebohrung dient zur Aufnahme des Zünders, der die darunter befindliche Ausstoßladung zündet.

### Spreng-, Ausstoß- und Übertragungsladung
Die Sprengladung besteht aus etwa 500 g TNT und ist in den Minenkörper eingegossen. Die Übertragungsladung aus 21 g Tetryl überträgt die Detonation der Sprengkapsel auf die Sprengladung. Um den Minenkörper aus dem Minentopf zu schleudern, ist eine etwa 4,5 g schwere Ausstoßladung aus Schwarzpulver eingebaut.

### Zünder

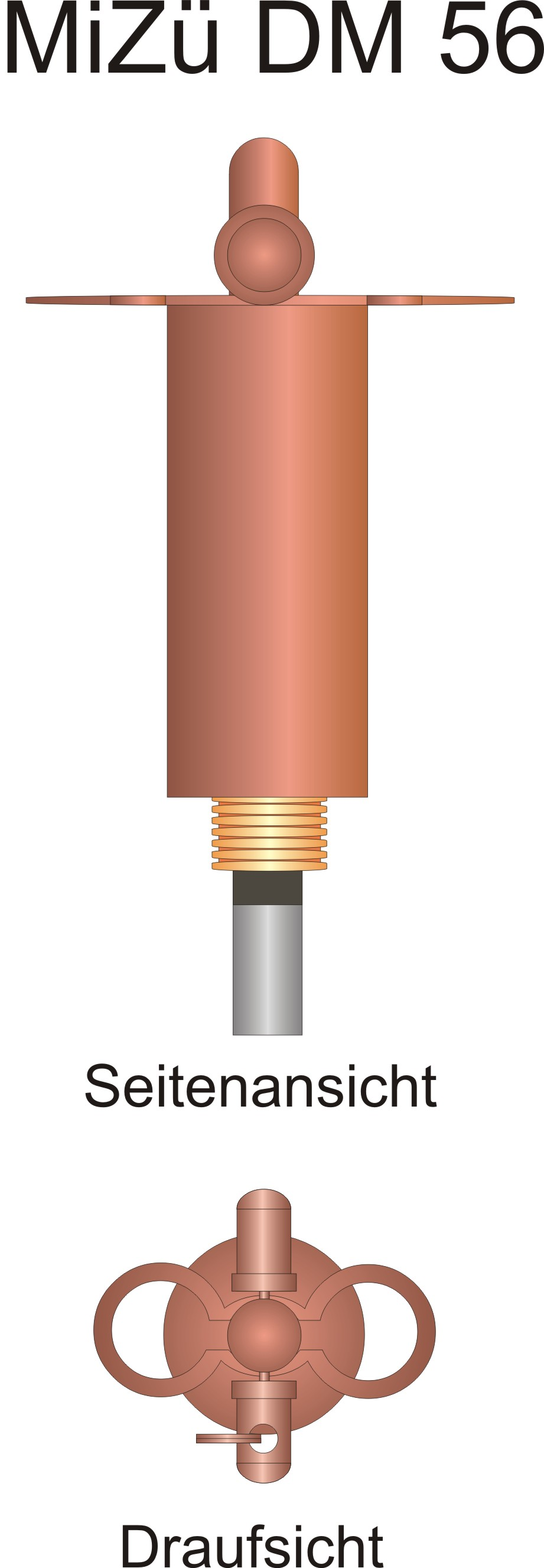

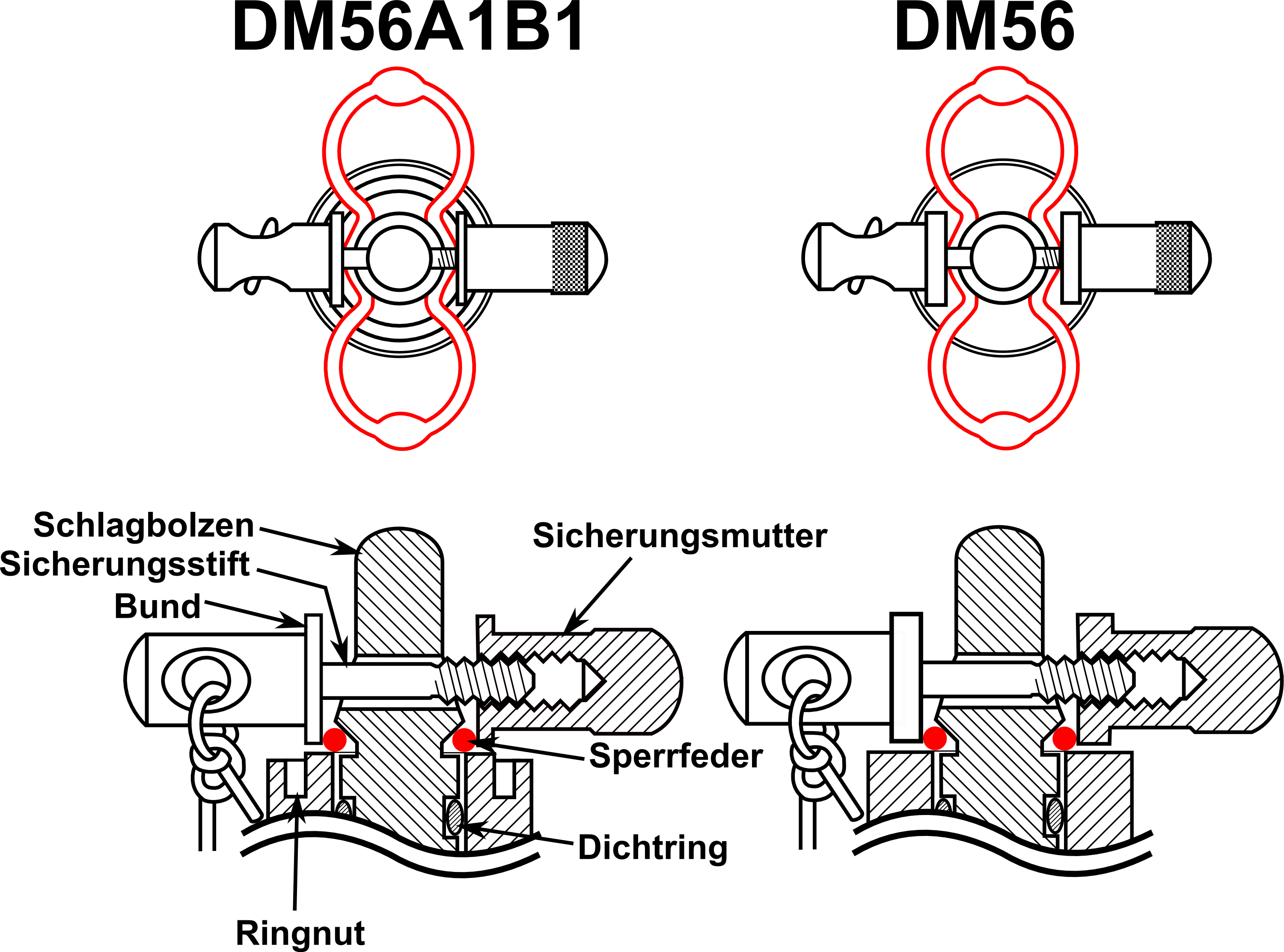
Minenzünder DM56A1 und DM56

Die Schützenabwehrverlegemine DM31 wurde ursprünglich mit dem Knickzünder DM19 ausgeliefert. Dieser ist ein einfacher Zugzünder mit zwei händisch zu verlegenden Zugdrähten. Im Laufe der Nutzungszeit wurde die Mine mit dem Zug- und Druckzünder DM56 bzw. DM56A1B1 versehen. Die nichtsprengkräftigen Zünder DM56(A1B1) mit Verzögerung bestehen aus einem vorgespannten Schlagbolzen, der von einer Sperrfeder gehalten und von einem Sicherungsstift mit Mutter gesichert wird. Der Sicherungsstift und die Sicherungsmutter liegen von zwei Seiten mit ihrem Bund an der Sperrfeder an und sichern den Schlagbolzen gegen unbeabsichtigtes Auslösen. An den beiden Enden der Sperrfeder werden je ein Zugdraht zur Auslösung mittels Zug an diesem Draht befestigt. Zum Entsichern des Zünders wird die Sicherungsmutter vom Sicherungsstift abgeschraubt und der Sicherungsstift mit der Entsicherungsschnur aus der Bohrung des Schlagbolzenschafts herausgezogen. Der Schlagbolzen wird anschließend nur noch durch die Sperrfeder gehalten. Ist die Sperrfeder durch Bruch oder Materialermüdung nicht in der Lage, den Schlagbolzen zu halten, so schlägt dieser auf das Zündhütchen und löst die Mine damit aus. Die Gefahr für den die Mine entsichernden Pionier, getötet oder verletzt zu werden, ist durch die begrenzte Länge der Entsicherungsschnur nicht unerheblich.
Im Unterschied zum Zünder DM56 besitzt der Zünder DM56A1B1 eine weitere Sicherung gegen das Versagen der Sperrfeder. Dabei wurde im Zünderoberteil eine zusätzliche Ringnut ergänzt und die Breite des Bundes von Sicherungsstift und Sicherungsmutter vermindert. Im Falle einer defekten Sperrfeder wird beim Herausziehen des Sicherungsstiftes dessen Bund durch die Federkraft des vorgespannten Schlagbolzens bis auf die Zünderoberseite gedrückt. Wird der Sicherungsstift weiter abgezogen, rastet sein Bund in die Ringnut der Zünderstirnfläche ein und wird somit festgelegt. Ein weiteres Herausziehen des Sicherungsstiftes ist nicht möglich und der Schlagbolzen bleibt gesichert.
Nicht defekte und entsicherte Minenzünder DM56 und DM56A1B1 werden ab einer Zugkraft von mehr 100 N (etwa 10 kg) an einem der beiden Zugdrähte durch seitliches Abziehen der Sperrfeder ausgelöst. Alternativ reicht eine Druckkraft von 50 N (etwa 5 kg) auf den Schlagbolzen (durch direktes Darauftreten), um die Sperrfeder auseinanderzudrücken und den Schlagbolzen damit freizugeben. Der Zünder besitzt eine pyrotechnische Verzögerung von etwa 2 s, die nach ihrem Abbrand die Ausstoßladung der Mine anzündet. Beide Zünderversionen bestehen aus Messing mit eingeprägter Schrift. Der DM56 ist nicht gestrichen und der DM56A1B1 rehbraun. Beide Abarten wurden von der Firma Rinker Menden (LOS RM) gefertigt.
Die Bundeswehr hat das Verlegen der Schützenabwehrmine DM31 zur Ausbildung und Übung verboten. Die einzige Ausnahme war das Belehrungssprengen. Dabei wurde die Mine mit dem elektrischen Zünder DM29 ausgelöst.

### Farbe
Die Farbe der Mine ist gelboliv, die Beschriftung (hier: Sch Mi DM 31 TNT LOS IWK – 185) chromgelb. Entschlüsselt man die Beschriftung ergibt sich:
- Sch Mi = Schützenmine bzw. Schützenabwehrverlegemine
- DM31 = deutsches in die Bundeswehr eingeführtes Modell 31
- TNT = der enthaltene Sprengstoff ist TNT
- LOS IWK-185 = Losnummer 185 des Herstellers IWK (IndustrieWerke Karlsruhe)

## Wirkung
Die Metallsplitter des Minenkörpers haben einen Wirkungsbereich von etwa einhundert Metern rund um den Detonationspunkt und wirken gegen Menschen und ungepanzerte Fahrzeuge. Innerhalb eines Radius von sechzig Metern ist bei ungeschützten Personen mit zu fünfzig Prozent tödlichen, bis einhundert Metern mit schweren bis leichten Verletzungen zu rechnen. Innerhalb eines Radius von zwanzig Metern muss bei ungepanzerten Fahrzeugen mit Beschädigungen bis hin zum Ausfall gerechnet werden.

## Verlegeart
Die Mine wurde in der Regel in einem sogenannten Minenpulk mit einer Panzerabwehrverlegemine DM 11 oder Panzerabwehrverlegemine DM 21 und eventuell Schützenabwehrverlegeminen DM 11 verlegt. Sie wurde bis zum Rand in die Erde eingegraben, allerdings nicht mit Erde verdeckt. Zum schnellen Ausheben von Minenlöchern war ein Bodenausheber genanntes einfaches Handbohrgerät im Bestand der Pioniertruppe.
Wird die DM31 als Drahtmine verlegt, wurden vom Zünder zwei Drähte v-förmig etwa je zwanzig Meter ausgespannt. Die Führung der Drähte erfolgt durch Krampen auf knöchelhoch eingeschlagenen Holzpflöcken, die in einem Abstand von etwa fünf Metern stehen.

## Nutzer

### Bundeswehr
Die Schützenabwehrmine DM31 wurde von 1962 bis 1967 für 49,2 Mio. DM für die Bundeswehr beschafft. Küchenmeister und Nassauer schätzen den damaligen Beschaffungspreis auf 30 bis 45 DM, was einer gesamt beschafften Anzahl von etwa 1,1 bis 1,64 Mio. Stück entspricht. Gleichzeitig zitieren sie die Bundestagsabgeordnete Angelika Beer, der die genauen Zahlen zugänglich waren, dass die Bundeswehr nicht mehr genau wisse, wie viele DM31 beschafft wurden. Es ist davon auszugehen, dass im Laufe einer Nutzungsdauer von 30 bis 35 Jahren rund ein Drittel der Minen wegen Mängeln bzw. Überalterung aussortiert wurden. Besonders auffällig ist, dass die Bundesregierung sich nie zur Vernichtung der DM31 geäußert hat.

### Griechische Streitkräfte
Die griechischen Streitkräfte verfügten 2004 noch über rund 795.000 DM31-Minen. Diese griechischen Schützenabwehrverlegeminen DM31 sind mit größter Sicherheit die in den späten 1990er-Jahren von der Bundeswehr im Rahmen des Verzichts auf Antipersonenminen abgegebenen Restbestände. Griechenland hat die Ottawa-Konvention am 3. Dezember 1997 unterzeichnet, aber erst am 25. September 2003 ratifiziert. Das Verbot der Verwendung, Herstellung, Lagerung und Weitergabe von Antipersonenminen wurde für Griechenland am 1. März 2004 bindend. Die Frist zur Zerstörung der Minen von vier Jahren (bis zum 1. März 2008) wurde von Griechenland nicht eingehalten. Die Vernichtung begann erst im November 2008. Die Bestände der griechischen Streitkräfte an DM31 haben sich wie folgt entwickelt:
- 2004–2009: 794.400[6][9]
- 2010–2012: 792.780[10][11]
- 2013: 241.760[12]

### Dänische Streitkräfte
Die dänischen Streitkräfte nutzten die DM31 als M/66-Mine. Vor dem Ende des Jahres 1999 wurden 12.770 M/66 vernichtet. Eine genaue Anzahl der beschafften Minen ist unklar. In dem Bericht der dänischen Regierung an die Vereinten Nationen wird die Losnummer IWK-01-66 aufgeführt und auch ein Bild einer M/66 mit der Losnummer IWK-1-71 gezeigt.
Es ist davon auszugehen, dass die Mine in den 1960er- und 1970er-Jahren direkt bei den Industriewerken Karlsruhe beschafft wurden. Dies widerspricht den Äußerungen der Bundesregierung, die keine Kenntnis über DM31-Exporte an (unter anderem) Dänemark hat.

### Schwedische Streitkräfte
Die schwedischen Streitkräfte nutzten die DM31 als Truppmina 11 (Antipersonenmine 11). 1999 befanden sich noch 121.000 Truppmina 11 im Bestand, die bis Ende 2001 vollständig vernichtet wurden. Die gemeldeten Losnummern der Minen enthalten nicht das Herstellerkürzel IWK und sind daher vermutlich in Schweden in Lizenz gefertigt worden.

### Schweizer Armee
Von der Schweizer Armee wurde die DM31 unter der Bezeichnung Springmine 63 (Spri-Mi-63) verwendet. Im Jahr 1990 wurde entschieden, sämtliche Personenminen zurückzuziehen. Die letzten Springminen 63 wurden 1997 vernichtet.

### Weitere Staaten
Küchenmeister und Nassauer beschreiben darüber hinaus die mögliche Verwendung der DM31 in den Streitkräften von Großbritannien, Frankreich, Angola und Sambias. Jedoch liegen dazu nicht genügend verlässliche Quellen vor.

## Übungsmine DM28
Als Hilfsmittel für die Ausbildung im Minenkampf wurde die Schützenabwehrübungsmine DM28 eingeführt. Diese entspricht in Form und Abmessungen der Schützenabwehrverlegemine DM31. Als Zünder können ebenfalls die Druck- und Zugzünder DM56(A1B1), der elektrische Zünder DM29 und der früher verwendete Knickzünder DM19 verwendet werden. Die Übungsmine besitzt keine Sprengladung, sondern eine pyrotechnische Rauchladung DM48, die eine Auslösung der Mine durch Rauchentwicklung anzeigt. Der Rauchsatz wird durch eine Verschlussschraube im Boden der Mine eingesetzt. Er entwickelt nach seiner Zündung für etwa 15 s Rauch, der durch zwölf Rauchabzugskanäle im Zündernippel entweichen kann. Anstelle der Sprengkapsel DM11 wird in der Mine DM28 eine Übungssprengkapsel DM18 ohne Explosivstoffe verwendet. Durch das Erneuern des Zünders und der Rauchladung DM48 kann die Übungsmine wiederverwendet werden. Der Anstrich der Mine DM28 ist lichtblau (RAL 5012) und die Beschriftung cremeweiß (RAL 9001). Modelle älterer Fertigung tragen die Beschriftung „ÜB SCH MI“ (Übungsschützenmine), neuere Modelle dagegen „UEBSCHAMI“ (Übungsschützenabwehrmine).

## Weitere Abarten der Mine
- Exerziermine (Gelboliv mit weißer Beschriftung).
- Schützenabwehrverlegemine DM41 (wie SchaMi DM31) mit Aufsatz für selbstständig ausstoßende Kontaktdrähte. Entwicklung wurde aufgegeben.

## Quelle
- Zentrale Dienstvorschrift (ZDv) 3/701: Sperren und Sprengen
- Thomas Küchenmeister, Otfried Nassauer: Gute Mine zum bösen Spiel. Komzi Verlags GmbH, Idstein 1995.
- Ministerrat der Deutschen Demokratischen Republik – Ministerium für nationale Verteidigung: K 052/3/001 Pionierkampfmittel der NATO- und französischen Landstreitkräfte. 1988
- Munitionsdatenblatt Schützenabwehrmine DM31. Dresdner Sprengschule GmbH, 2009.
- Munitionsdatenblatt Schützenabwehrmine Üb DM28. Dresdner Sprengschule GmbH, 2012.
- Munitionsdatenblatt Zug- und Druckzünder DM 56 A1B1. Dresdner Sprengschule GmbH, 2009.